# Ikiru Aoyama
Ikiru Aoyama (japanisch 青山 生 Aoyama Ikiru; * 11. April 1996 in der Präfektur Fukuoka) ist ein japanischer Fußballspieler.

## Karriere
Ikiru Aoyama erlernte das Fußballspielen in der Schulmannschaft der Chikuyo Gakuen High School sowie in der Universitätsmannschaft der Universität Fukuoka. Seinen ersten Vertrag unterschrieb er am 1. Februar 2019 bei Tegevajaro Miyazaki. Der Verein aus Miyazaki, einer Stadt in der Präfektur Miyazaki, spielte in der vierten japanischen Liga, der Japan Football League. Als Tabellenzweiter stieg er mit dem Verein Ende 2020 in die dritte Liga auf. Sein Drittligadebüt gab Ikiru Aoyama am 21. April 2021 (5. Spieltag) im Heimspiel gegen Gainare Tottori. Hier wurde er in der 89. Minute für Yūdai Tokunaga eingewechselt.